# Шак Албертс
Шак Албертс (нід. Sjaak Alberts, 27 лютого 1926, Арнем — 21 липня 1997, Гаага) — нідерландський футболіст, що грав на позиції захисника за «Вітесс» та національну збірну Нідерландів.

## Клубна кар'єра
У дорослому футболі дебютував 1942 року виступами за команду «Вітесс», кольори якої і захищав протягом усієї своєї кар'єри гравця, що тривала дванадцять років.

## Виступи за збірну
1948 року дебютував в офіційних матчах у складі національної збірної Нідерландів.
Включався до заявки збірної на футбольний турнір на Олімпійських іграх 1948 року в Лондоні, де, втім, на поле не виходив.
За чотири роки, у 1952, був включений до заявки збірної Нідерландів для участі у футбольному турнірі на Олімпійських іграх 1952 року у Гельсінкі, де взяв участь у єдиному матчі своєї команди, яка припинила боротьбу у першому ж колі змагання.
Загалом протягом кар'єри в національній команді, яка тривала 5 років, провів у її формі 5 матчів.
Помер 21 липня 1997 року на 72-му році життя в Гаазі.
| Дата       | Місто              | Господарі  | Результат | Гості      | Турнір           | Голи | Примітки |
| ---------- | ------------------ | ---------- | --------- | ---------- | ---------------- | ---- | -------- |
| 6-4-1952   | Антверпен          | Бельгія    | 4 – 2     | Нідерланди | товариський матч | -    |          |
| 14-5-1952  | Амстердам          | Нідерланди | 0 – 0     | Швеція     | товариський матч | -    |          |
| 16-7-1952  | Турку              | Нідерланди | 1 – 5     | Бразилія   | ОІ 1952          | -    |          |
| 19-10-1952 | Антверпен          | Бельгія    | 2 – 1     | Нідерланди | товариський матч | -    |          |
| 15-11-1952 | Кінгстон-апон-Галл | Англія     | 2 – 2     | Нідерланди | товариський матч | -    |          |
| Усього     |                    | Матчів     | 5         |            | Голів            | 0    |          |